# Dumbarton Oaks

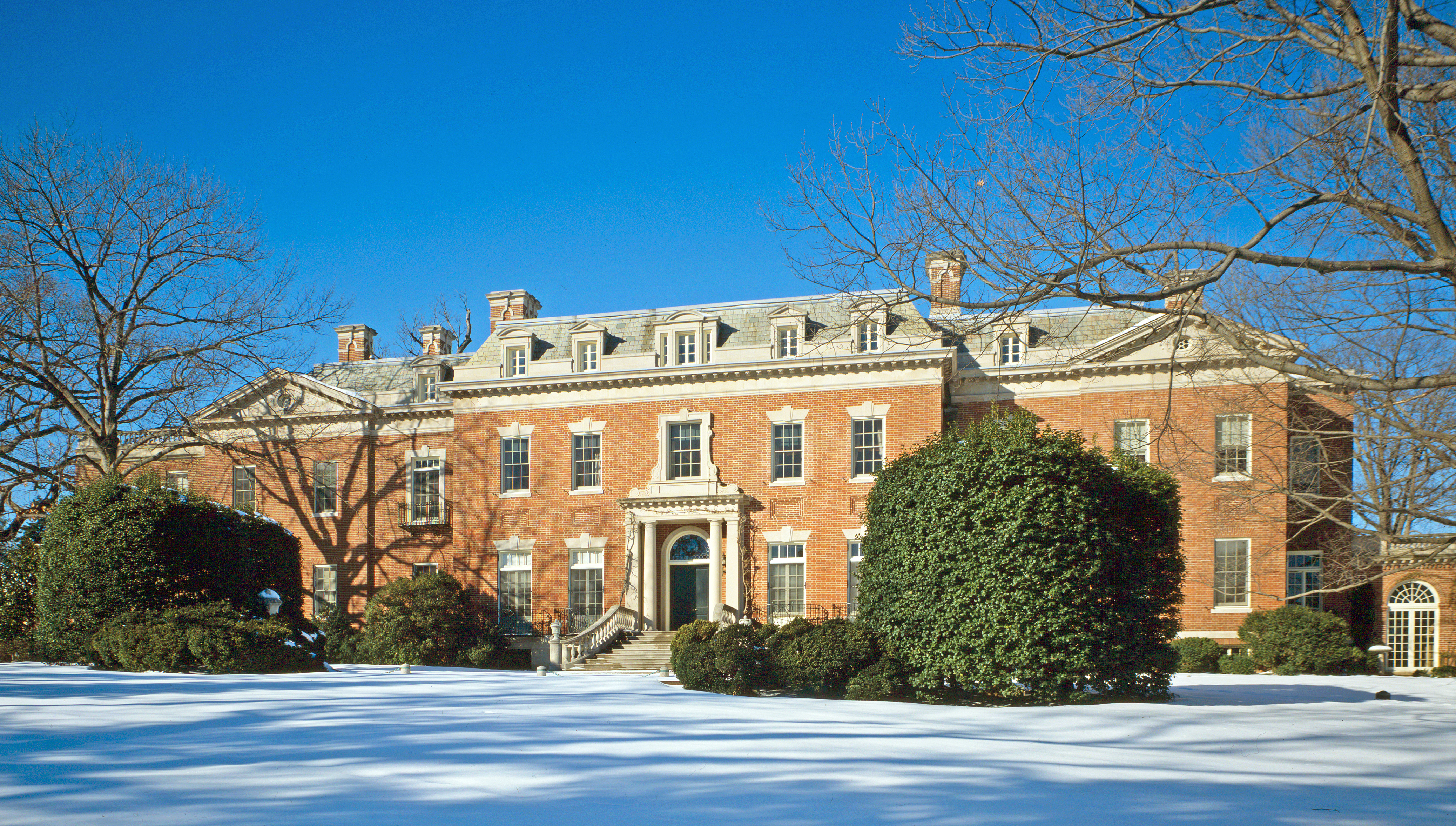
Das Landhaus Dumbarton Oaks

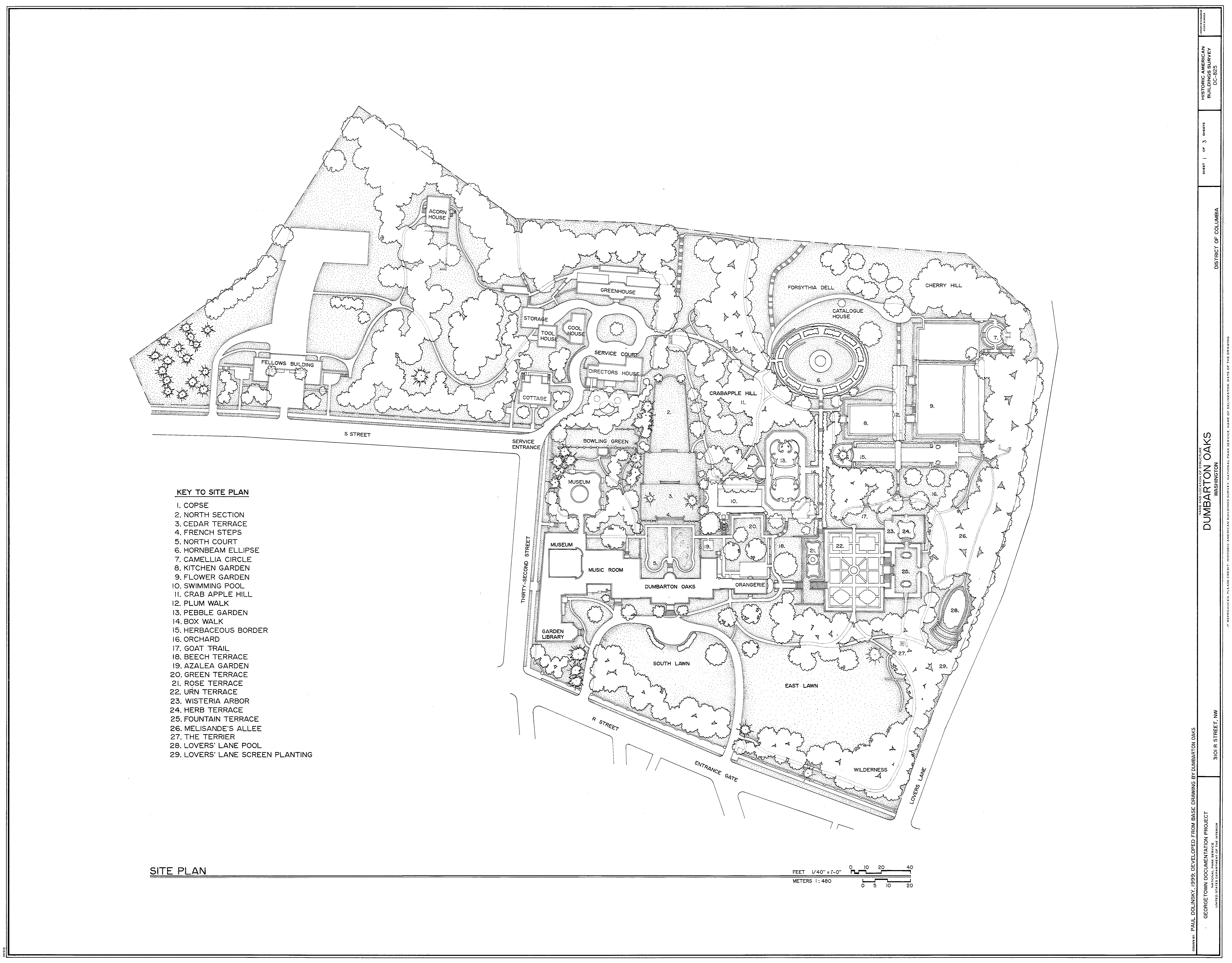
Lageplan von Dumbarton Oaks

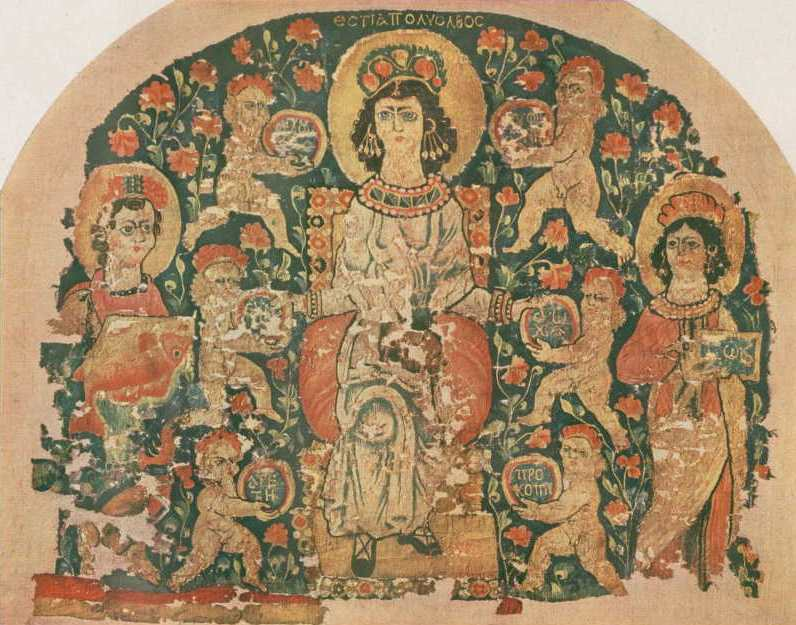
Hestia voll der Gnaden. Wandteppich aus dem 6. Jahrhundert (Ägypten)

Dumbarton Oaks ist ein Landhaus des 19. Jahrhunderts im Federal Style, der amerikanischen Variante des Klassizismus. Das Haus ist von einer berühmten Gartenanlage umgeben und liegt in Washington, D.C. im Stadtteil Georgetown. Es beherbergt unter anderem die Dumbarton Oaks Byzantine Collection, eine bedeutende Sammlung von Artefakten aus dem Byzantinischen Reich.

## Landhaus und Gartenanlage
Das Landhaus wurde im Jahr 1800 erbaut. 1920 wurde es von Robert Woods Bliss (1875–1962) und seiner Frau Mildred Barnes Bliss (1875–1969) erworben. Robert Woods Bliss war lange Zeit im diplomatischen Dienst der USA tätig gewesen. Seine Frau war eine bekannte Kunstsammlerin und die Tochter von Demas Barnes, einem Abgeordneten des US-Repräsentantenhauses, der unter anderem durch Investitionen in das Abführmittel „Fletcher’s Castoria“ ein Vermögen verdient hatte. Verschiedene Architekten führten bauliche Veränderungen an dem Haus durch, darunter der berühmte Philip Johnson (1906–2005).
Die Gärten um Dumbarton Oaks haben eine Fläche von etwa vier Hektar. Sie wurden zwischen 1922 und 1947 von der bekannten Landschaftsarchitektin Beatrix Farrand in Zusammenarbeit mit Mildred Bliss entworfen. Zu den Gärten gehört eine Reihe von Terrassen, die in einen Hügel hinter dem Haus gebaut wurden. Die übrigen Gartenflächen sind weniger deutlich gegliedert. Einzelne Abschnitte des Parks werden als Star Garden, Green Garden, Beech Terrace, Urn Terrace, formal Rose Garden, Arbor Terrace, Fountain Terrace, Lover’s Lane Pool, Pebble Terrace, Camellia Circle (Kamelienkreis), Prunus Walk, Cherry Hill (Kirschenhügel), Crabapple Hill, Forsythia Hill (Forsythienhügel) und Fairview Hill bezeichnet. Die gesamte Gartenanlage ist öffentlich zugänglich.
Ein größeres Orchesterwerk von Igor Stravinsky trägt den Namen Dumbarton Oaks: Robert Bliss beauftragte Stravinsky aus Anlass seines dreißigsten Hochzeitstages im Jahr 1938 mit der Komposition eines Konzerts. So entstand das Konzert in Es für Kammerorchester, das meist als Dumbarton-Oaks-Konzert bezeichnet wird.
1944 war Dumbarton Oaks Schauplatz der Konferenz von Dumbarton Oaks. Dabei handelte es sich um eine internationale Konferenz, die die Gründung der UNO vorbereitete.

## Die Dumbarton Oaks Research Library and Collection
Das Landhaus beherbergt die Dumbarton Oaks Research Library and Collection, ein Studienzentrum, dessen Aktivitäten sich auf den Bereich der Byzantinistik, der Wissenschaft von den präkolumbischen Kulturen Amerikas und der Geschichte der Landschaftsarchitektur erstrecken. Das Studienzentrum von Dumbarton Oaks publiziert eine wissenschaftliche Zeitschrift unter dem Titel Dumbarton Oaks Papers.
Im Lauf ihres Lebens hatten Robert und Mildred Bliss große Sammlungen von Büchern und Kunstgegenständen erworben, die sie in Dumbarton Oaks unterbrachten. 1940 brachten sie ihre Sammlungen und das Haus samt dem zugehörigen Grundstück in eine Stiftung ein und gründeten so die Dumbarton Oaks Research Library and Collection, die von den Trustees der Harvard University verwaltet werden sollte. Anfangs sollte das neue Studienzentrum ausschließlich der Byzantinistik zur Verfügung stehen. Später wurde der Tätigkeitsbereich auf die präkolumbianischen Kulturen und die Geschichte der Landschaftsarchitektur erweitert. Die Bibliotheken von Dumbarton Oaks umfassen mehr als 100.000 Bände. Eine Reihe von Wissenschaftlern sind als resident scholars permanent im Haus. Außerdem werden jährlich ungefähr vierzig Stipendien für einen kürzeren Forschungsaufenthalt als visiting scholar vergeben.

## Das Byzantine Institute of America
Die Dumbarton Oaks Research Library and Collection beherbergt auch das Archiv des privaten Byzantine Institute of America, das 1930 von Thomas Whittemore und Paul Atkins Underwood gegründet wurde und 1962 seine Tätigkeiten aufgrund mangelnder Finanzierung einstellte.

## Museum
Die öffentlich zugänglichen Räume von Dumbarton Oaks beherbergen die Kunstsammlungen vorrangig byzantinischer und präkolumbianischer Kunst, die auf Robert Woods Bliss und Mildred Barnes Bliss zurückgehen, aber in geringem Umfang auch nach ihrem Tod erweitert wurden.

### Byzantinische Kunst
Die umfangreichste Teilsammlung umfasst Werke spätantiker, frühchristlicher und byzantinischer Kunst. Insbesondere gilt Dumbarton Oaks als eine der bedeutendsten Sammlungen weltweit, die byzantinisches Kunstschaffen in seiner gesamten geographischen Breite sowie in der Entwicklung aus antiker und frühchristlicher Kunst zeigt. Viele der Objekte sind aus kostbaren Materialien gefertigt, wie Gold, Silber, Emaille oder Elfenbein, so dass die Ausstellungsräume an eine mittelalterliche Schatzkammer erinnern.
Zur Sammlung gehören mehrere antike Mosaiken aus Antiochia, die von Archäologen der Princeton University in den 1930er Jahren ausgegraben wurden.
In der Sammlung befindet sich auch ein großer Teil der Silberobjekte aus dem Sion-Schatz.

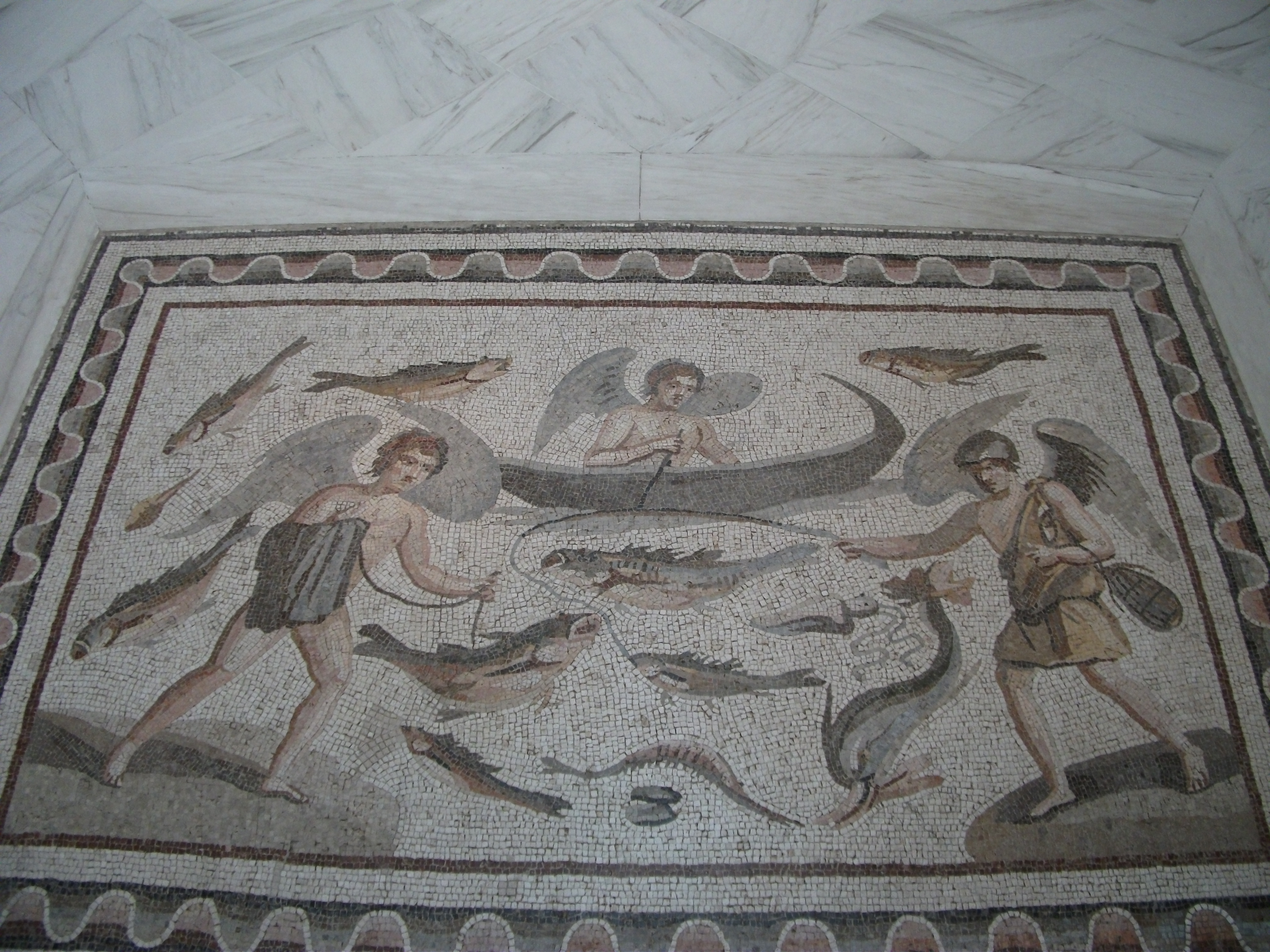
Mosaik aus Antiochia, 2.–3. Jh. n. Chr.
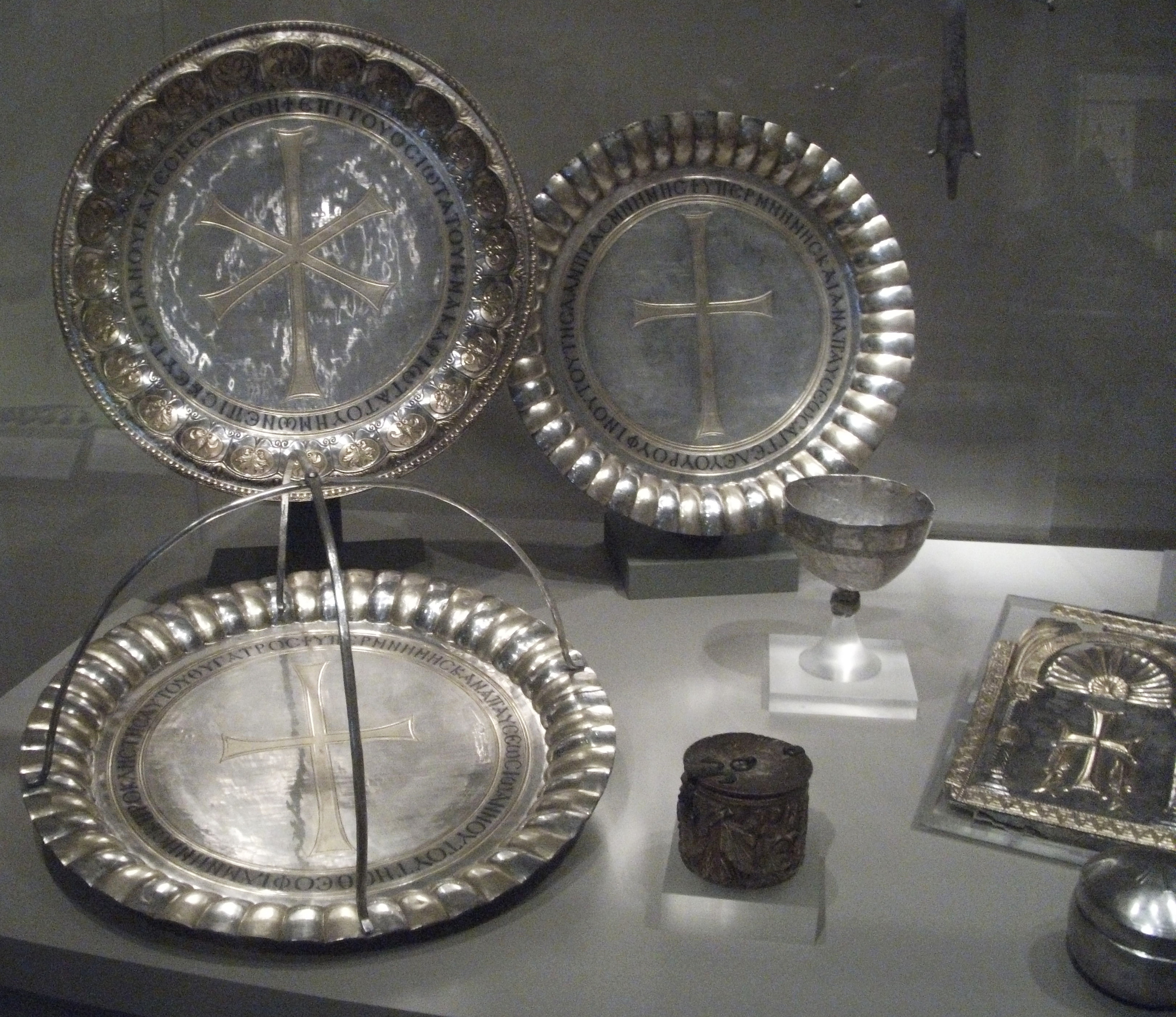
Teil des Sion-Schatzes, 6. Jh.
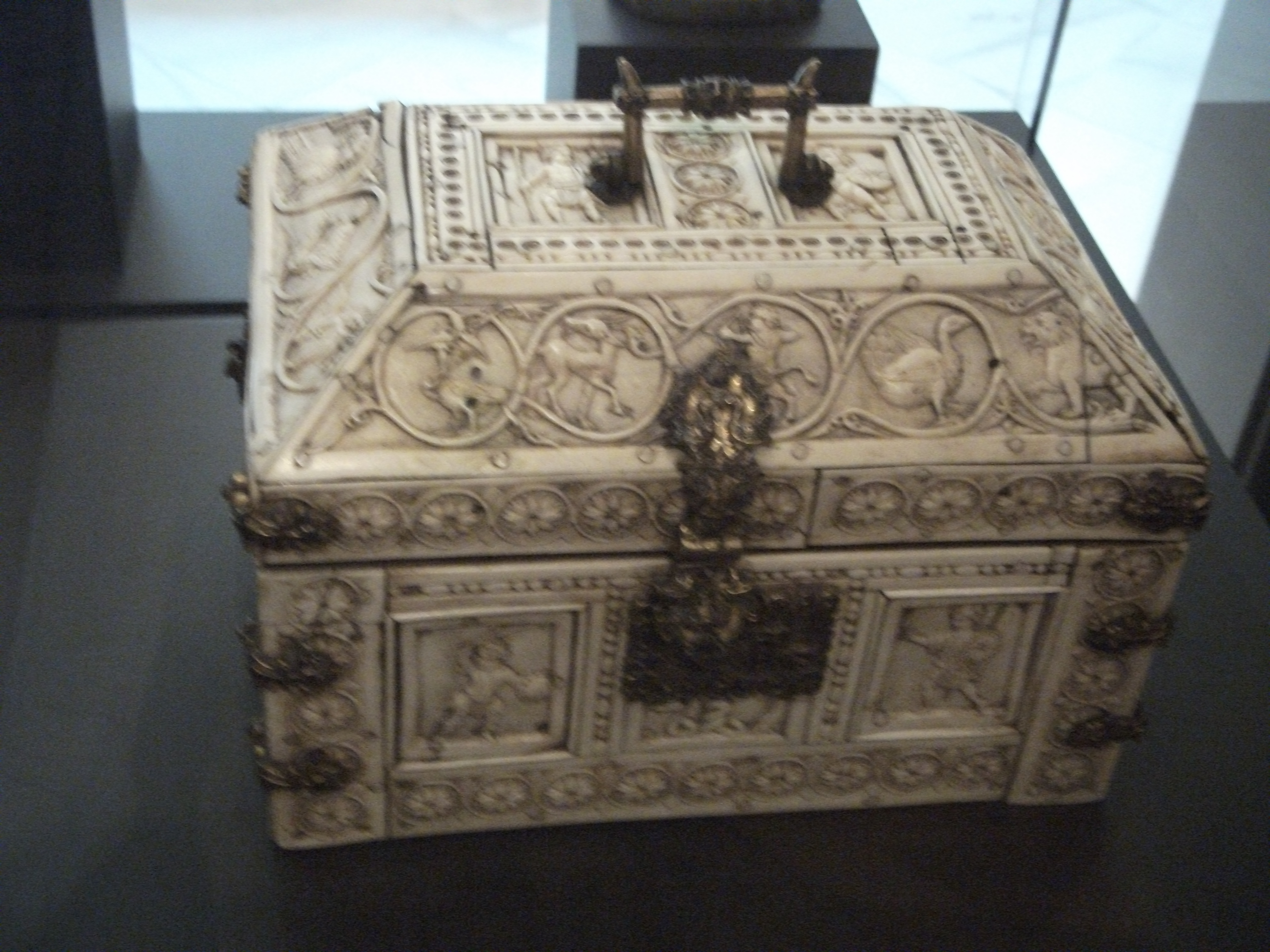
Rosetten-verziertes Elfenbeinkästchen, 10.–11. Jh.
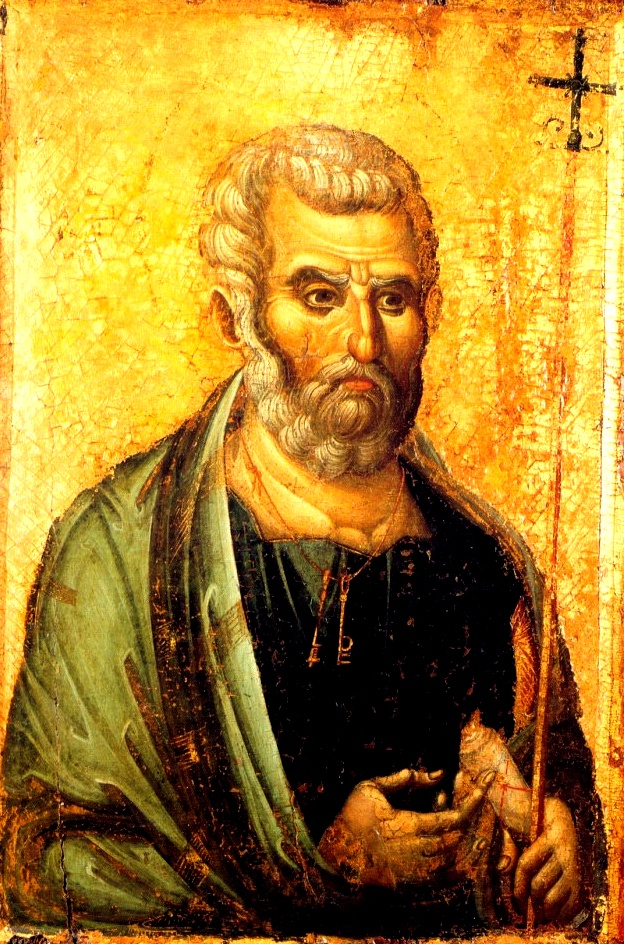
Ikone mit St. Peter, 3. Viertel 13. Jh.

### Präkolumbianische Kunst
Die Sammlung präkolumbianischer Kunst wurde von Robert Woods Bliss ab 1912 aufgebaut. Während die meisten präkolumbianischen Objekte in Museen zur damaligen Zeit aus einer archäologischen Sichtweise präsentiert wurden, lag der Schwerpunkt von Bliss auf ästhetischen Aspekten, d. h., er fasste die Werke explizit als Kunstobjekte auf. Geographisch reicht diese Teilsammlung von Mexiko (Olmeken, Teotihuacan, Maya, Veracruz-Klassik, Mixteken, Azteken) über Honduras und Kolumbien bis zum Andengebiet. Für die präkolumbianische Sammlung wurde von Philip Johnson ein separater Ausstellungsflügel aus acht kleinen runden, ineinander übergehenden Pavillons mit Glaswänden entworfen, der 1963 eröffnet wurde.

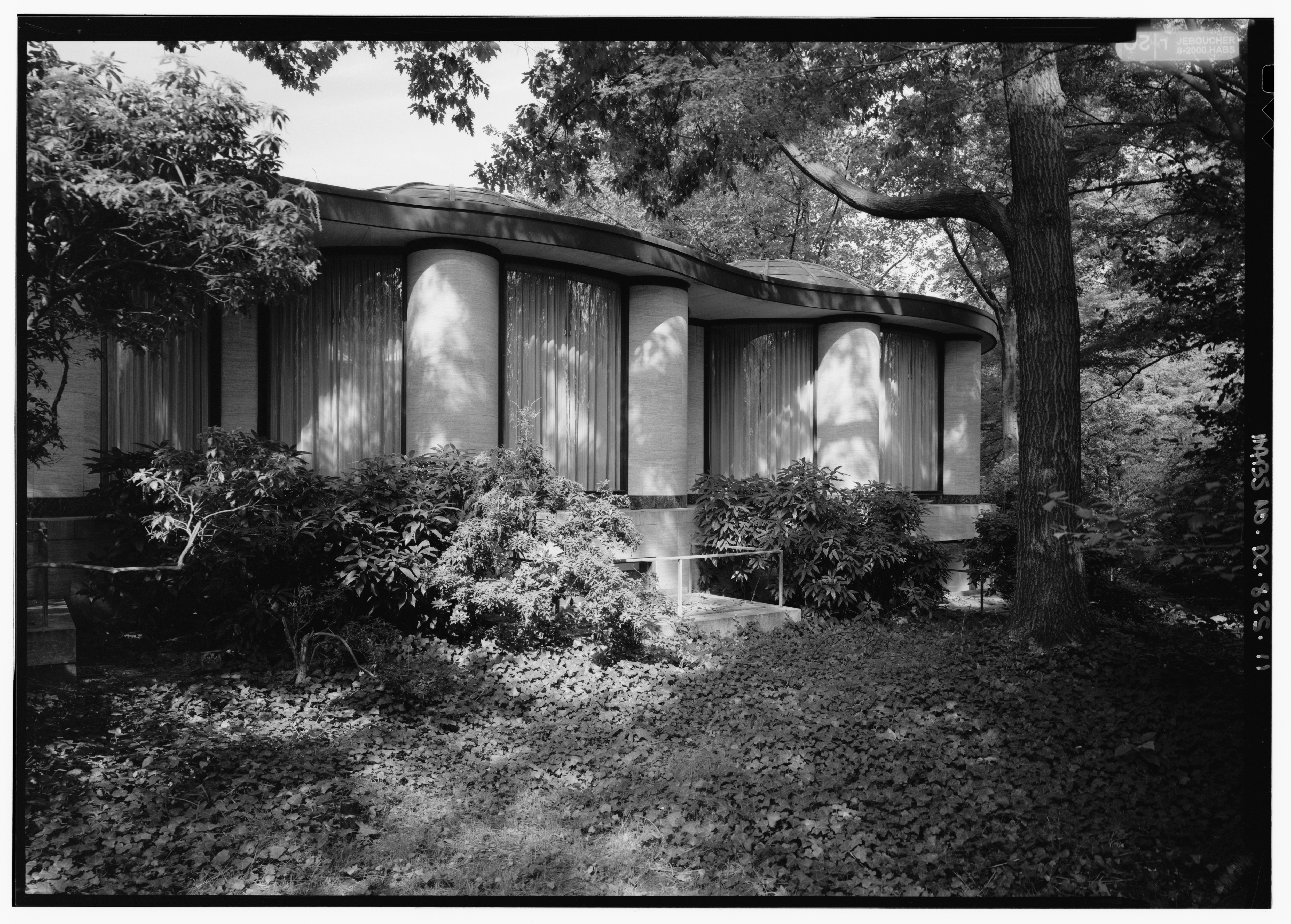
Außenansicht der von Philip Johnson entworfenen Ausstellungsräume
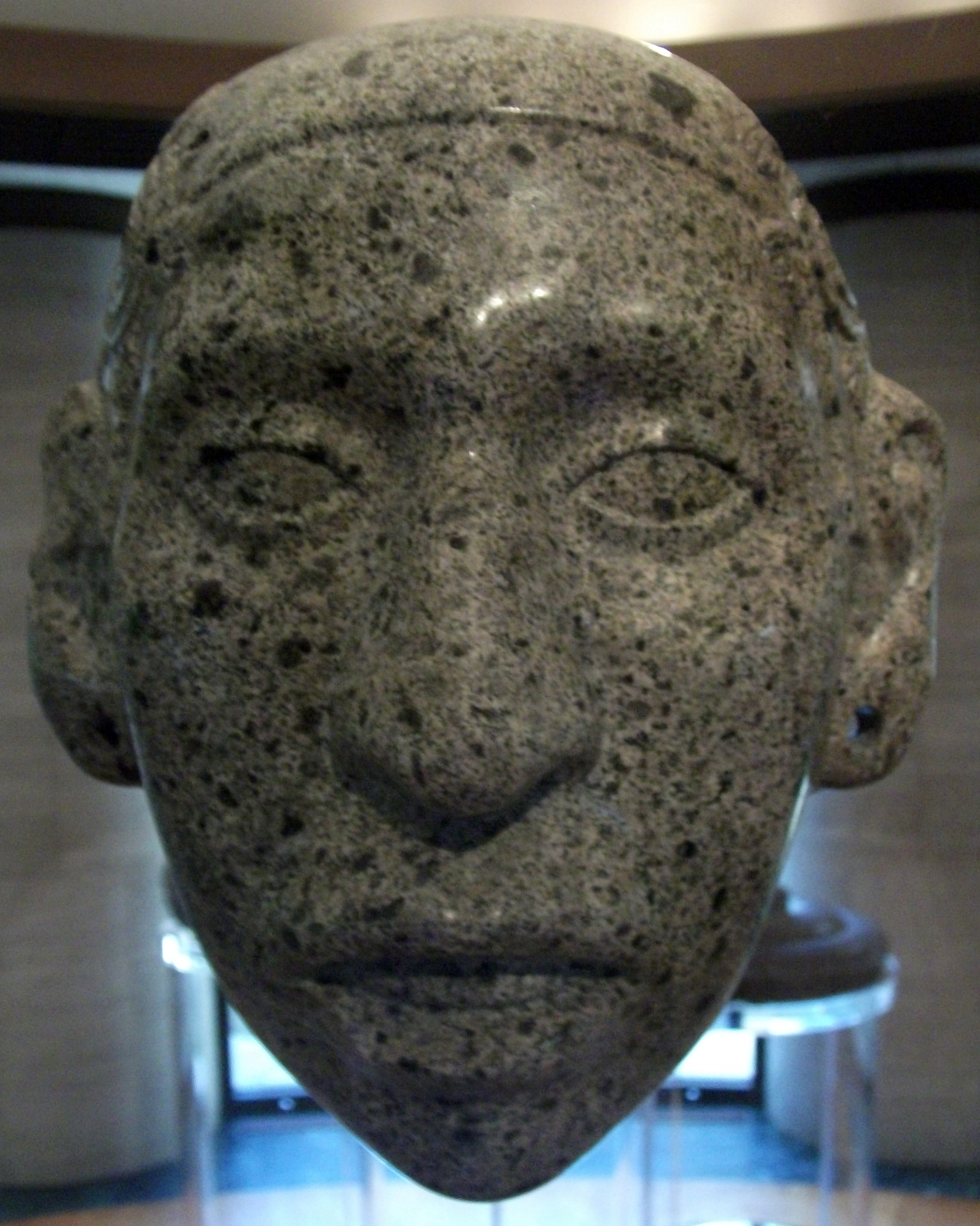
Kopf des Tezcatlipoca, aztekisch, ca. 1502–1520
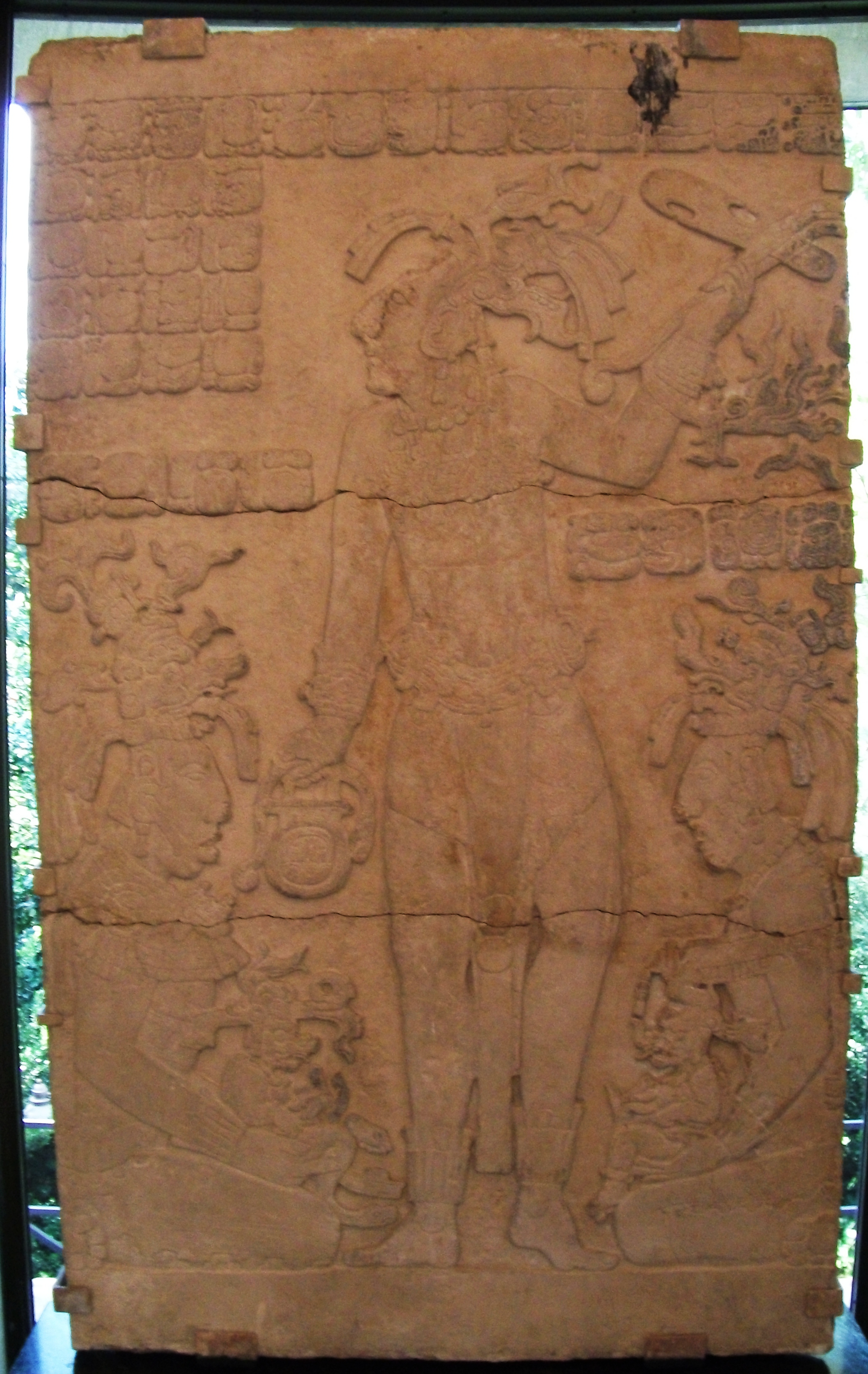
Maya-Relief, das den Herrscher K’inich K’an Joy Chitam II. zeigt (8. Jh. n. Chr.)
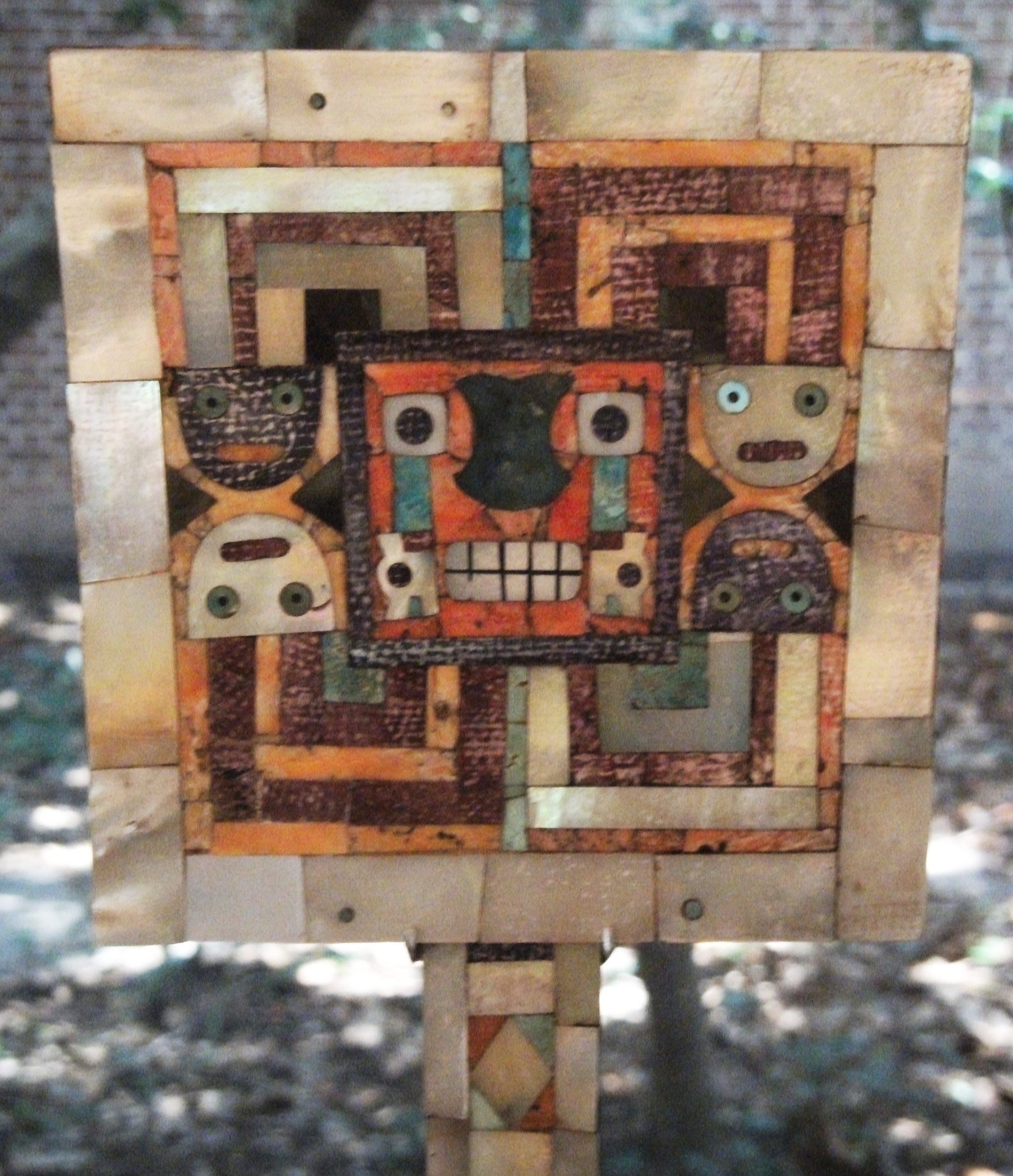
Mosaik-Spiegel, Wari-Kultur, ca. 650–1000 n. Chr.

### House Collection
Die House Collection beinhaltet einige Kunstwerke aus Europa, Asien und Ägypten, von denen bedeutende im Music Room von Dumbarton Oaks ausgestellt werden. Hierbei handelt es sich um teils herausragende Einzelstücke, etwa eine Madonna von Tilman Riemenschneider oder Gemälde von El Greco und Edgar Degas.

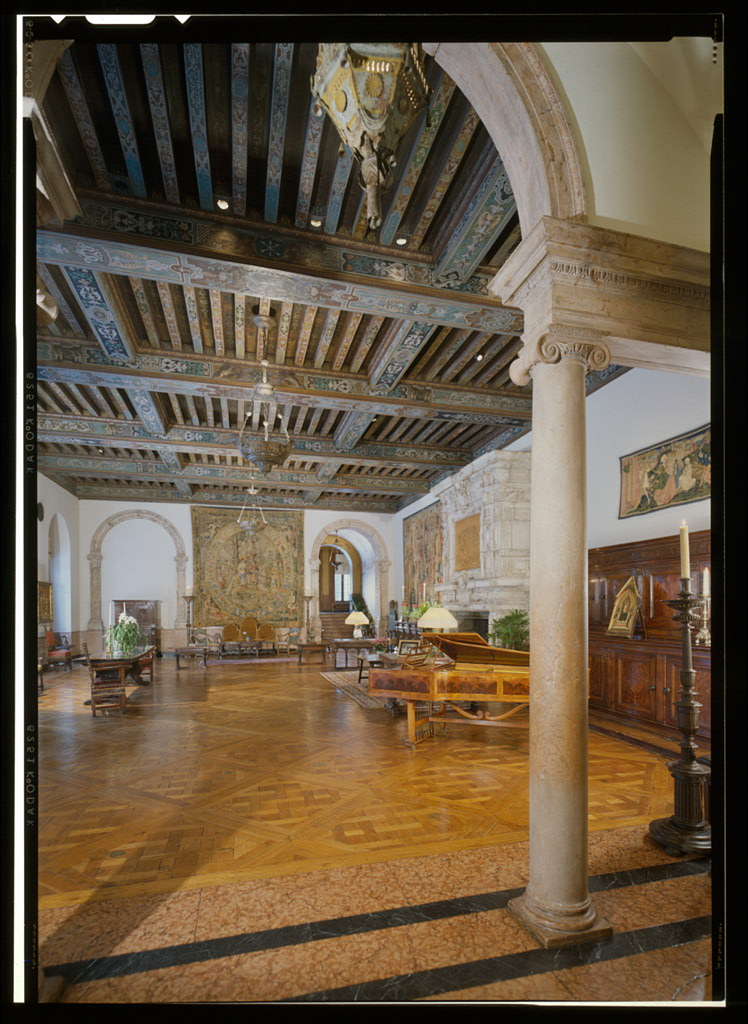
Music Room von Dumbarton Oaks
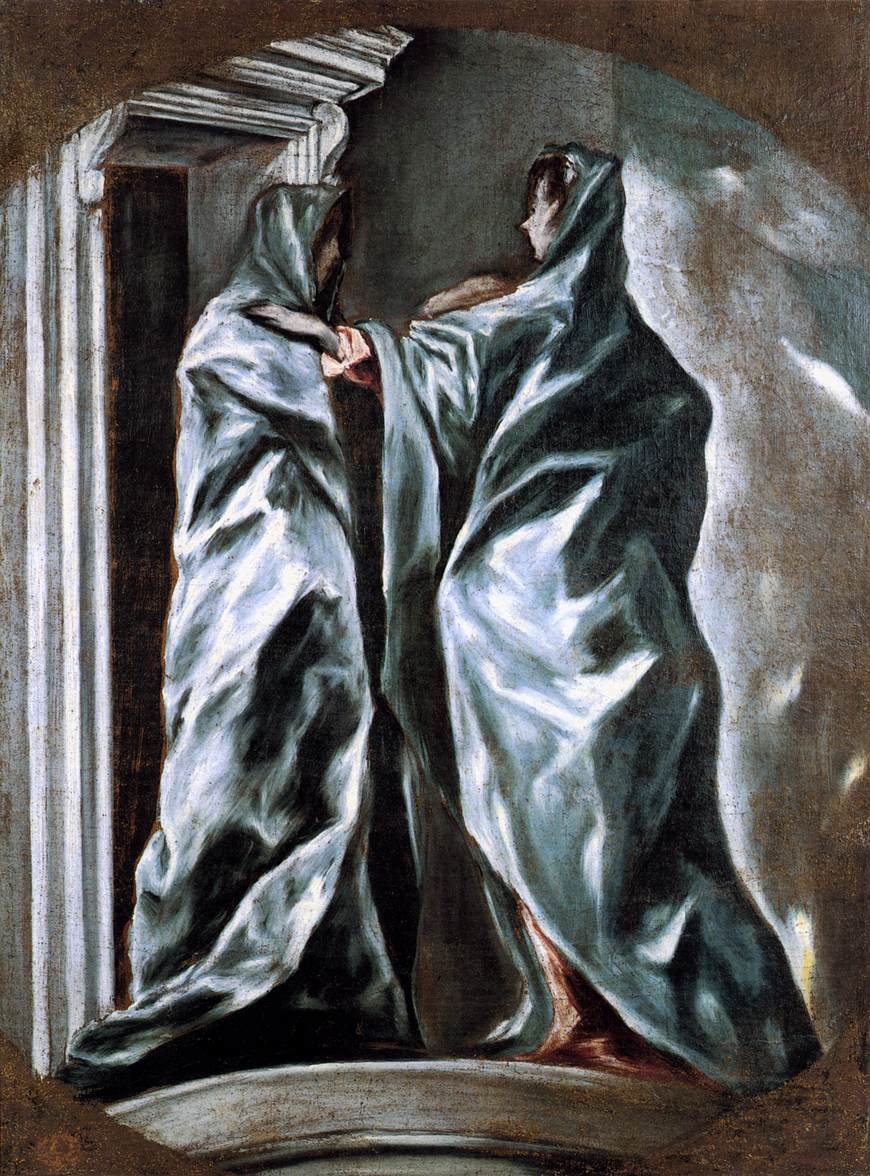
El Greco: „Heimsuchung“ (ca. 1610–1614)
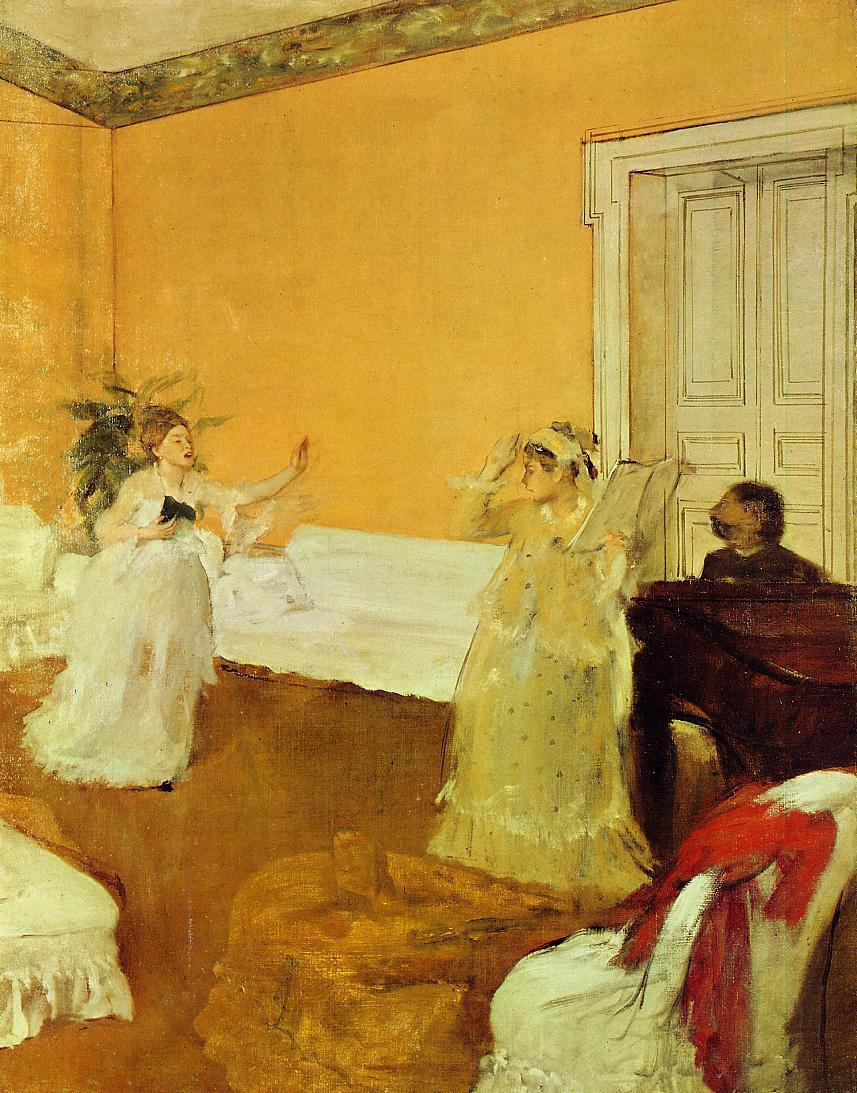
Edgar Degas: „La Repetition de Chant“ (ca. 1873)